# Andeda
Andeda (łac. Dioecesis Andedensis) – stolica historycznej diecezji w Cesarstwie Rzymskim (prowincja Pamfilia), współcześnie w Turcji. Od 1933 katolickie biskupstwo tytularne (wakujące od 1997).

## Biskupi tytularni
| Lp. | Biskup                        | Funkcja                                 | Od              | Do               |
| --- | ----------------------------- | --------------------------------------- | --------------- | ---------------- |
| 1   | Henri-Albert Thomine MEP      | wikariusz apostolski Laosu (Tajlandia)  | 13 lipca 1944   | 21 marca 1945    |
| 2   | Lorenzo Bereciartúa y Balerdi | biskup pomocniczy Saragossy (Hiszpania) | 22 grudnia 1946 | 18 grudnia 1955  |
| 3   | Vincent-Marie Favé            | biskup pomocniczy Quimper (Francja)     | 12 grudnia 1957 | 18 kwietnia 1997 |